# Loi 78 (Québec)
Pour les articles homonymes, voir loi 78.
Lire en ligne

texte intégral - Assemblée nationale du Québec

La Loi permettant aux étudiants de recevoir l’enseignement dispensé par les établissements de niveau postsecondaire qu'ils fréquentent, ou loi 12 (issue du projet de loi 78 et communément appelée la loi 78) est une loi spéciale québécoise, présentée le 17 mai 2012 par le gouvernement Charest et adoptée le 18 mai 2012 à 68 voix contre 48 après environ 20 heures consécutives de débats en séance extraordinaire à l'Assemblée nationale du Québec,.
La loi est votée lors de la 14e semaine de la grève étudiante québécoise de 2012 et vise, en premier lieu, à y mettre fin.
Le 21 septembre 2012, les dispositions de la loi 12 qui encadraient étroitement les manifestations ont été abrogées par décret par le gouvernement de Pauline Marois. Le reste de la loi a cessé d'avoir effet le 1er juillet 2013.

## Contexte
Après presque trois mois, le conflit qui oppose une partie importante des étudiants de niveau postsecondaire et le gouvernement du Québec est dans l'impasse. Depuis l'émission d'injonctions interlocutoires ordonnant la levée des piquets de grève au Collège d'Alma le 30 mars et le 3 avril pour un cours d'anthropologie à l'Université Laval, le conflit se judiciarise. Quelque 38 injonctions ont été accordées dans les 6 semaines suivantes et mènent dans certains cas à des interventions de la police antiémeute pour briser des piquets de grève des étudiants dans plusieurs établissements, dont l'Université du Québec en Outaouais à Gatineau (19 avril), au Collège de Rosemont à Montréal (14 mai) et au Collège Lionel-Groulx de Sainte-Thérèse (15 mai). Parallèlement, à partir du 24 avril, Montréal est le siège de manifestations nocturnes à chaque soir.
Les 4 et 5 mai, des négociations conduites par la ministre de l'Éducation, Line Beauchamp, avec les négociateurs des fédérations étudiantes, en présence des présidents des trois grandes centrales syndicales du Québec — la CSQ, la CSN et de la FTQ — mènent à la signature d'un document de 5 pages que les fédérations étudiantes acceptent de soumettre au vote des assemblées générales. Dans les jours suivants, l'entente de principe est toutefois rejetée massivement par les assemblées étudiantes.
En quittant subitement la vie politique le 14 mai, Mme Beauchamp ouvre la porte à ceux qui croient, au sein du gouvernement et de l'entourage du premier ministre Charest, que l'imposition d'une loi spéciale — évoquée par le premier ministre au cours d'une rencontre avec les recteurs au début mai — est nécessaire pour « accroître la pression et augmenter la gravité des sanctions », afin de permettre le retour en classe, selon le journaliste Denis Lessard du quotidien montréalais La Presse.
Au nombre des partisans de la ligne dure figurent notamment Luc Bastien, chef de cabinet du premier ministre, le ministre de la Justice, Jean-Marc Fournier et le ministre de la Sécurité publique, Robert Dutil. Ironiquement, soutient Lessard, la nouvelle titulaire de l'Éducation, Michelle Courchesne, « est aussi clairement opposée à une loi d'exception », comme l'était sa prédécesseur.
Dans un autre texte, Lessard indique que la version originale du projet de loi, rédigée par Me Louis Sormany, sous-ministre responsable de la législation au conseil exécutif, et soumise à deux réunions du Conseil des ministres, les 16 et 17 mai, prévoyait plusieurs dispositions encore plus dures, comme le retrait de l'accréditation des associations étudiantes incitant au débrayage, l'interdiction du port du masque en plus de ne pas comporter de date d'expiration. Cette « clause crépusculaire » a été ajoutée à la dernière minute sur recommandation des juristes du gouvernement afin de « rendre la loi plus acceptable sur le plan des droits et libertés ».

## Dispositions

### Calendrier scolaire
La loi suspend, jusqu'à la seconde moitié d'août 2012 (article 2), les sessions qui étaient interrompues dans 14 cégeps et dans des facultés des 11 universités affectées par la grève. Dans les cégeps, les sessions d'hiver suspendues se termineront au plus tard le 30 septembre (article 6).

### Obligation de dispenser l'enseignement et interdiction de l'entraver
La loi 78 prévoit une série de dispositions visant à s'assurer que l'enseignement sera effectivement dispensé et accessible lors de la reprise des cours. À cette fin, elle :
- oblige les directions des établissements (article 3) et les enseignants (articles 10 et 11) à dispenser l'enseignement;
- interdit aux syndicats, à leurs dirigeants et à leurs membres (article 12) de participer à une action concertée visant à empêcher le personnel d'un établissement d'enseignement d'accomplir son travail;
- interdit à quiconque (articles 13 et 14) d'entraver l'accès à l'enseignement et de manifester à moins de 50 m d'un établissement d'enseignement;
- oblige les syndicats et les associations étudiantes (article 15) à « prendre les moyens » pour que leurs membres respectent ces articles.

### Manifestations et rassemblements
« Une personne, ou toute autre personne n'étant pas du gouvernement, un organisme ou un groupement qui organise une manifestation de 50 personnes ou plus qui se tiendra dans un lieu accessible au public doit, au moins huit heures avant le début de celle-ci, fournir par écrit au corps de police desservant le territoire où la manifestation aura lieu les renseignements suivants :

1- la date, l'heure, la durée, le lieu ainsi que, le cas échéant, l'itinéraire de la manifestation;

2- les moyens de transport utilisés à cette fin.

Lorsqu'il juge que le lieu ou l'itinéraire projeté comporte des risques graves pour la sécurité publique, le corps de police desservant le territoire où la manifestation doit avoir lieu peut, avant sa tenue, exiger un changement de lieu ou la modification de l'itinéraire projeté afin de maintenir la paix, l'ordre et la sécurité publique. L'organisateur doit alors soumettre au corps de police, dans le délai convenu avec celui-ci, le nouveau lieu ou le nouvel itinéraire et en aviser les participants. »

— article 16, Loi 78
La loi encadre ainsi le droit de manifester. Dans la version initiale du projet de loi, la police devait être informée de tout regroupement de 10 personnes et plus. Le chiffre a été porté à 50  par un amendement présenté au cours des débats.
De plus, la loi oblige les organisateurs d'une manifestation, de même que les associations qui y participent, à « prendre les moyens » pour que le trajet prévu ou exigé soit respecté (article 17).

### Amendes
« Quiconque contrevient à une disposition de l'article 3, du premier alinéa de l'article 10, de l'article 11, du deuxième alinéa de l'article 12 ou des articles 13, 14, 15, 16 ou 17 commet une infraction et est passible, pour chaque jour ou partie de jour pendant lequel dure la contravention, d'une amende de 1 000$ à 5 000$.

Toutefois, cette amende est :

1- de 7000$ à 35 000$ s'il s'agit soit d'un dirigeant, d'un employé ou d'un représentant, incluant un porte-parole, d'une association d'étudiants, d'une fédération d'associations de salariés ou d'une association de salariés, soit d'un dirigeant ou d'un représentant d'un établissement, soit d'une personne physique qui organise une manifestation;

2- de 25 000$ à 125 000$ s'il s'agit soit d'une association d'étudiants, d'une fédération d'associations, d'une association de salariés ou d'un établissement, soit d'une personne morale, d'un organisme ou d'un groupement qui organise une manifestation.

En cas de récidive, les montants prévus au présent article sont portés au double. »

— article 26, Loi 78

### Responsabilités civiles et cotisations
« Une association de salariés est solidairement responsable du préjudice causé à un tiers par la faute d'un salarié qu'elle représente en raison d'une contravention à l'article 10 ou à l'article 11, à moins qu'elle ne démontre que le préjudice n'est pas attribuable à la contravention ou que celle-ci ne fait pas partie d'une action concertée. »

— article 23, Loi 78
L'établissement dont les services sont entravés par une association étudiante peut cesser de percevoir la cotisation des étudiants pour cette association, à raison d'un trimestre par jour de blocage du service. Les associations étudiantes sont responsables de tout préjudice entraînant un coût additionnel ou une perte de gain.

« Quiconque aide ou amène une autre personne à commettre une infraction visée par la présente loi commet lui-même cette infraction et est passible de l'amende prévue au premier alinéa de l'article 26 ou de celle prévue au paragraphe 1° ou au paragraphe 2° du deuxième alinéa de cet article s'il est visé par un tel paragraphe. »

— article 30, Loi 78
Selon ce dernier article, les messages envoyés via les médias sociaux pourraient éventuellement, selon la ministre, être utilisés comme éléments de preuve.

### Injonctions antérieures et poursuites
« Les demandes en justice introduites avant le 18 mai 2012 en vue d’ordonner que soient dispensés aux étudiants d’un établissement les services d’enseignement auxquels ils ont droit, notamment les demandes en injonction, ne peuvent être continuées à compter de cette date. En outre, tout jugement ou toute ordonnance rendu à cette fin sur le fondement de telles demandes cesse d’avoir effet à cette date.

Le présent article n’a pas pour effet d’empêcher que des demandes de condamnation pour outrage au tribunal soient introduites ou continuées après le 18 mai 2012 en rapport avec des contraventions à un jugement ou à une ordonnance rendu avant cette date. »

— article 32, Loi 78
L'article 32 de la loi 78 annule tout jugement et toute ordonnance rendus avant l'adoption de ladite loi, mais maintient les procédures pour outrage au tribunal inhérentes à ces injonctions. Une seule procédure d'outrage au tribunal relativement à une injonction était ouverte au moment de l'adoption de la loi, celle de l'étudiant en arts plastiques Jean-François Morasse contre le porte-parole de la CLASSE, Gabriel Nadeau-Dubois. Compte tenu de ce caractère unique, l'opposition du Parti québécois à l'Assemblée nationale a surnommé la disposition la « clause Nadeau-Dubois » au cours des débats parlementaires.

### Durée d'application
Toutes les dispositions de la loi cesseront de s'appliquer le 1er juillet 2013, ou plus tôt si le gouvernement en décide ainsi (article 36).

## Réactions

### Partis politiques
La loi 78 est dénoncée par plusieurs partis politiques représentés à l'Assemblée nationale. Les députés du Parti québécois, de Québec solidaire et d'Option nationale, ainsi que les députés indépendants Pierre Curzi et Lisette Lapointe, ont voté contre son adoption.
Dans son intervention à l'Assemblée nationale, la chef de l'Opposition officielle, Pauline Marois, a promis que l'abrogation de cette « loi inique » serait le premier geste de son gouvernement si son parti est porté au pouvoir à l'issue de la prochaine élection. Le PQ dénonce notamment la possibilité pour le gouvernement de se substituer au pouvoir législatif afin d'« interpréter, changer, adapter la loi et changer d'autres lois», la violation de l'indépendance du pouvoir judiciaire, le renversement du fardeau de la preuve, ainsi que les restrictions sur les libertés fondamentales d'expression et d'association.
Le député de Québec Solidaire Amir Khadir dénonce la loi comme étant injuste et un abus de pouvoir. Il engage son parti à tenter d'invalider cette loi. Il lance un appel à l'ensemble de la société afin d'envisager de désobéir pacifiquement à la loi. Il en profite pour joindre sa voix à d'autres personnalités pour dénoncer l'article 31 [devenu article 32], affirmant que ce dernier cible directement Gabriel Nadeau-Dubois, le porte-parole de la CLASSE qui est poursuivi pour outrage au tribunal dans le cadre des injonctions émises avant la loi spéciale.
Le 31 mai, le chef d'Option nationale, Jean-Martin Aussant, a présenté le projet de loi 597, afin d'abroger les articles 9, 13 à 31 ainsi que le second alinéa de l'article 32 de la loi.
D'autres partis qui ne sont pas représentés à l'Assemblée nationale dont le Parti de l'égalité socialiste, ont aussi dénoncé la législation,.
La Coalition avenir Québec (CAQ) a appuyé la loi 78 malgré le fait qu'elle « n'est pas parfaite » (paroles de François Legault, chef de la CAQ)[réf. nécessaire].

### Commission des droits de la personne
Le 19 juillet 2012, la Commission des droits de la personne et des droits de la jeunesse publie un communiqué qui conclut que la Loi 78 « par ses articles 12 à 31, portent atteinte directement ou indirectement aux libertés fondamentales, soit les libertés de conscience, d’opinion, d’expression, de réunion pacifique et d’association garanties par la Charte des droits et libertés de la personne ». La Commission mentionne que ces articles de la Loi devraient par conséquent être déclarés inapplicables en droit, puisque le législateur n’y a pas dérogé expressément, conformément à l’article 52 de la Charte.

### Barreau du Québec
Le 18 mai, le Barreau du Québec publie un communiqué de presse exprimant les « sérieuses inquiétudes » de l'ordre professionnel concernant le texte du projet de loi tel que déposé à l'Assemblée nationale du Québec. Le bâtonnier Louis Masson, s'exprimant pour l'organisme, se dit « préoccupé par les limitations apportées au droit d’association et au droit de manifestation » et par le recours à la justice pénale par le législateur. Le Barreau estime que les limitations majeures apportées au droit de manifester ainsi que l'imposition de peines sévères constituent des atteintes aux droits et libertés fondamentaux.
L'organisme se dit de plus « inquiet du renversement du fardeau de la preuve qui rend les associations d’étudiants et les syndicats responsables d’actes commis par autrui » (article 23 de la loi spéciale), lequel nécessite une preuve différente de celle du droit commun de la responsabilité civile de l'article 1457 du Code civil du Québec. Il dénonce aussi les pouvoirs accrus conférés au ministre de l'Éducation, lesquels « sont supérieurs à ceux de l’Assemblée nationale, puisque le projet de loi prévoit, notamment, que le ministre pourra par décret, sans passer par l’Assemblée nationale, écarter l’application de lois ou de règlements,, ».

### Associations étudiantes
Le 18 mai, la Fédération étudiante collégiale du Québec (FECQ) annonce qu'elle contestera la validité de la loi. Cette contestation judiciaire est confiée aux juristes de la clinique juridique Juripop, laquelle publie un communiqué dénonçant ce qu'elle allègue être « un véritable manifeste contre les libertés fondamentales de tous les citoyens québécois ». La FECQ diffuse le même jour une page web permettant aux citoyens de se joindre à la contestation (signer une pétition).
De son côté, la CLASSE retire le calendrier d’événements de son site web. Le 22 mai, elle lance un appel à désobéir à la loi 78 et lance le site web arretezmoiquelquun où elle invite les gens à afficher publiquement leur intention de désobéir,.
Un nouveau site web anonyme fait un calendrier des manifestations. Le mandat officiel de ce site web est d'informer la population des « lieux à éviter ». Tous les utilisateurs peuvent ajouter de façon anonyme une manifestation.

### Syndicats
Alors que le débat se déroule à l'Assemblée nationale, les trois plus grandes organisations syndicales québécoises dénoncent le texte de la loi d'exception. Dans une conférence de presse conjointe, le 18 mai, les présidents de la CSN, de la FTQ et de la CSQ font le procès d'une loi de « mononcles impuissants » qui sont guidés par « la hargne, la colère et la revanche ». Ils s'inquiètent notamment des mesures permettant de suspendre le prélèvement des cotisations aux associations et des amendes prévues. « En attaquant le portefeuille de ces associations, on essaie de les bâillonner », soutient le président de la FTQ, Michel Arsenault.
Louis Roy, président de la CSN, s'inquiète des conséquences pour les professeurs, qui pourraient devenir coupables d'un crime par omission en n'incitant pas leurs étudiants à respecter la loi. Quant à lui, le président de la CSQ Réjean Parent qualifie la loi de « perfide » et « digne d'une république de bananes ». Les centrales syndicales participent à la contestation judiciaire initiée par la FECQ. Ils précisent également qu'ils n'inciteront pas leurs membres à désobéir à la loi.
De leur côté, des syndicats canadiens établis à l’extérieur du Québec ont appuyé les principales associations étudiantes du Québec. En date du 22 mai, des dons de plus de 36 000 $ ont été confirmés et des dirigeants syndicaux appellent désormais leurs membres à voter en faveur d’appuis financiers aux groupes étudiants québécois. Au cours des dernières semaines, deux sections ontariennes du Syndicat canadien de la fonction publique (SCFP) — à l'Université de Toronto et à l'Université McMaster — ont versé 30 000 $ au mouvement étudiant québécois. Les Travailleurs canadiens de l'automobile (TCA) ont versé 6 000 $, alors que leurs collègues du Syndicat canadien des communications, de l'énergie et du papier (SCEP) ont confirmé un don, sans toutefois pouvoir en préciser le montant.
De son côté, le directeur général de l'Association canadienne des professeurs et professeures d'université et la Fédération canadienne des étudiants ont qualifié la loi spéciale  de « répressive » et d’ «inquiétante » en plus d'indiquer qu'ils pourraient aider les étudiants québécois à contester la loi spéciale devant les tribunaux.

### Patronat
Quelques associations patronales ont publiquement appuyé le projet de loi. Dans une déclaration en date du 18 mai, le Conseil du patronat du Québec appuie le projet de loi. Selon son président, Yves Thomas Dorval, la loi 78 permettra de mettre fin au blocage des établissements d'enseignement, de rétablir le calme, de rassurer les étudiants qui veulent poursuivre leurs études et de «ramener la paix sociale et l'ordre dans les espaces publics où ont lieu des débordements en rendant plus efficace le travail policier». L'organisme patronal refuse toutefois de se prononcer sur «l'adéquation des moyens législatifs proposés» pour mater les manifestations.
Dans une tribune libre envoyée au quotidien Le Soleil le 31 mai, M. Dorval va plus loin et demande l'arrêt rapide des manifestations partout au Québec parce qu'elles perturbent l'activité économique et nuisent à la réputation du Québec.
Le gouvernement a également reçu l'appui de l'Association du camionnage du Québec, qui déplore les « effets néfastes importants » des manifestations sur l'industrie du transport routier de marchandises, en raison de l'augmentation de la congestion routière.

### ONG et experts indépendants
Dès le 18 mai, la section canadienne francophone d'Amnistie internationale diffuse un communiqué de presse pour manifester son opposition à l'adoption du projet de loi qualifiant le projet de « dérive dans la protection des droits fondamentaux ». Une semaine plus tard, Javier Zúñiga, conseiller spécial de l'ONG basé à Londres, publie à son tour un communiqué qui réclame l'abrogation de la Loi 78, la décrivant comme « un outrage aux libertés fondamentales qui dépasse largement les limites admissibles au regard du droit provincial, national ou international relatif aux droits humains [sic]. Il est déraisonnable et inacceptable de demander aux citoyens de s’adresser à l’avance aux autorités chaque fois qu’ils souhaitent exercer un droit fondamental. »
Le 23 mai, les professeurs de droit de la Faculté de droit de l'Université Laval Louis-Philippe Lampron et Christian Brunelle, appuyés par plus de 60 professeures et professeurs de droit québécois, dénoncent la Loi 78 comme un "odieux détournement de l'esprit des Chartes" canadienne et québécoise, alléguant notamment le fait que : "l'instrumentalisation des droits et libertés fondamentaux à des fins politiques nous apparaît extrêmement dangereuse, en particulier dans un contexte social où la confiance des citoyennes et citoyens envers plusieurs des grandes institutions publiques qui composent l'épine dorsale [de la société québécoise] semble fortement fragilisée".
Le 30 mai, deux experts indépendants sur les libertés de réunion et d'association pacifiques et d'opinion et expression des Nations unies ont déploré l'adoption de la Loi 78, qui selon eux, « restreint indûment le droit d'association et de réunion pacifique au Québec. Il est regrettable que les autorités aient recours à une approche restrictive, plutôt qu'au dialogue et à une médiation pour résoudre la situation actuelle ». Les experts déplorent également le renversement du fardeau de la preuve et le montant des amendes prévues par la loi. En réaction, la ministre des Affaires internationales du gouvernement Charest, Monique Gagnon-Tremblay, a invité l'ONU à se mêler « des vraies crises humanitaires », comme en Syrie ou au Mali.
Le 18 juin, la haute-commissaire des droits de l'homme de l'ONU, Navanethem Pillay, a renouvelé les critiques de l'organisation internationale au sujet de la loi lors de l'ouverture de la 20e session du Conseil des droits de l'homme de l'ONU, à Genève, affirmant que la situation au Québec était « alarmante ».
Le 29 juillet, la  Commission des droits de la personne et des droits de la jeunesse  condamne la Loi 78, jugeant que les articles 12 à 31 de la Loi porte atteinte « directement ou indirectement aux libertés de conscience, d'opinion, d'expression, de réunion pacifique et d'associations », des libertés garanties par la Charte québécoise.
Les jours suivant l'adoption de la loi, des membres du collectif Anonymous lancent l'opération Québec et ciblent plusieurs sites gouvernementaux et corporatifs québécois.

### Manifestations de casseroles et marches

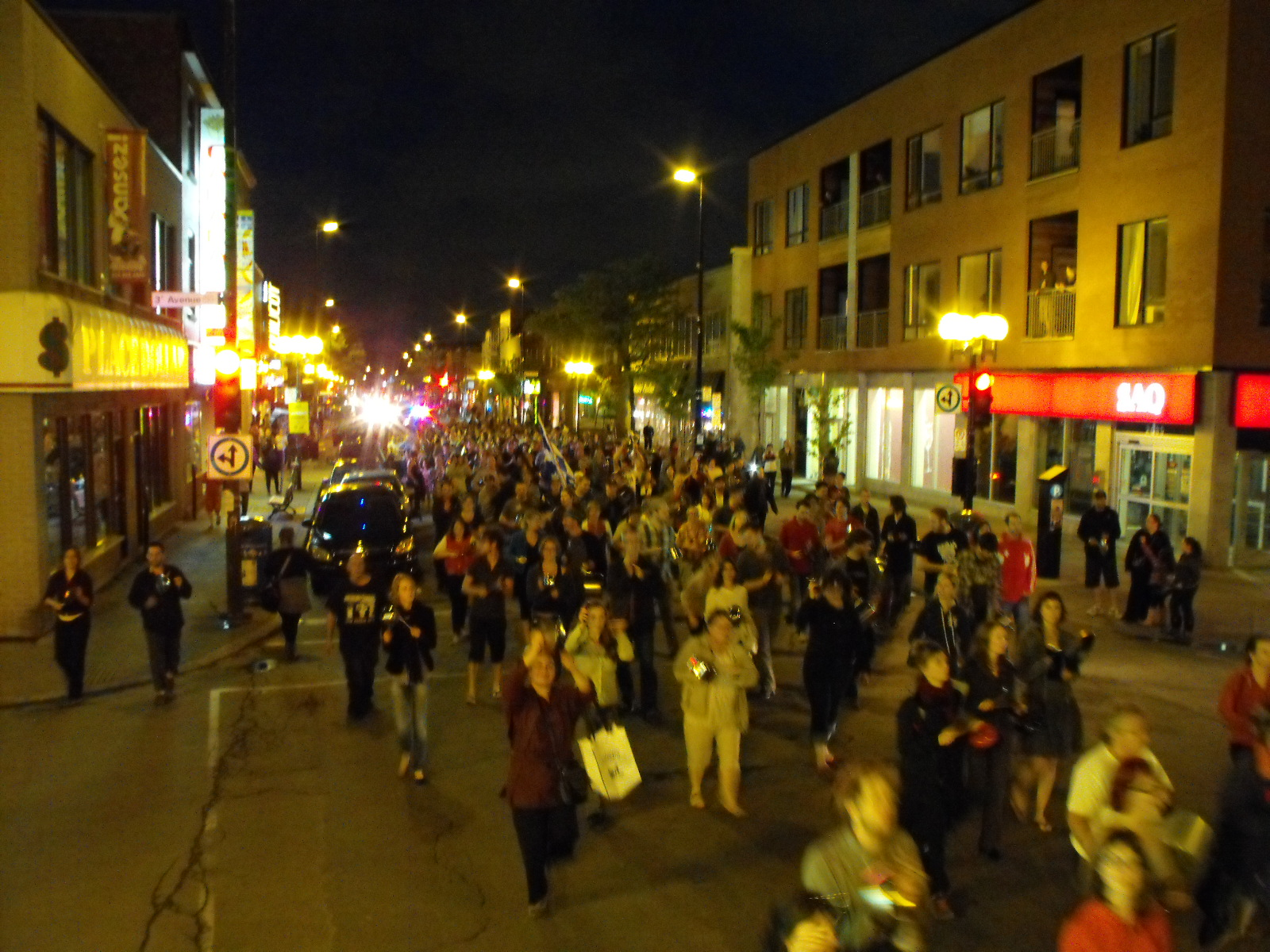
Manifestation de casseroles sur la rue Masson, dans le quartier Rosemont de Montréal, le 22 mai.

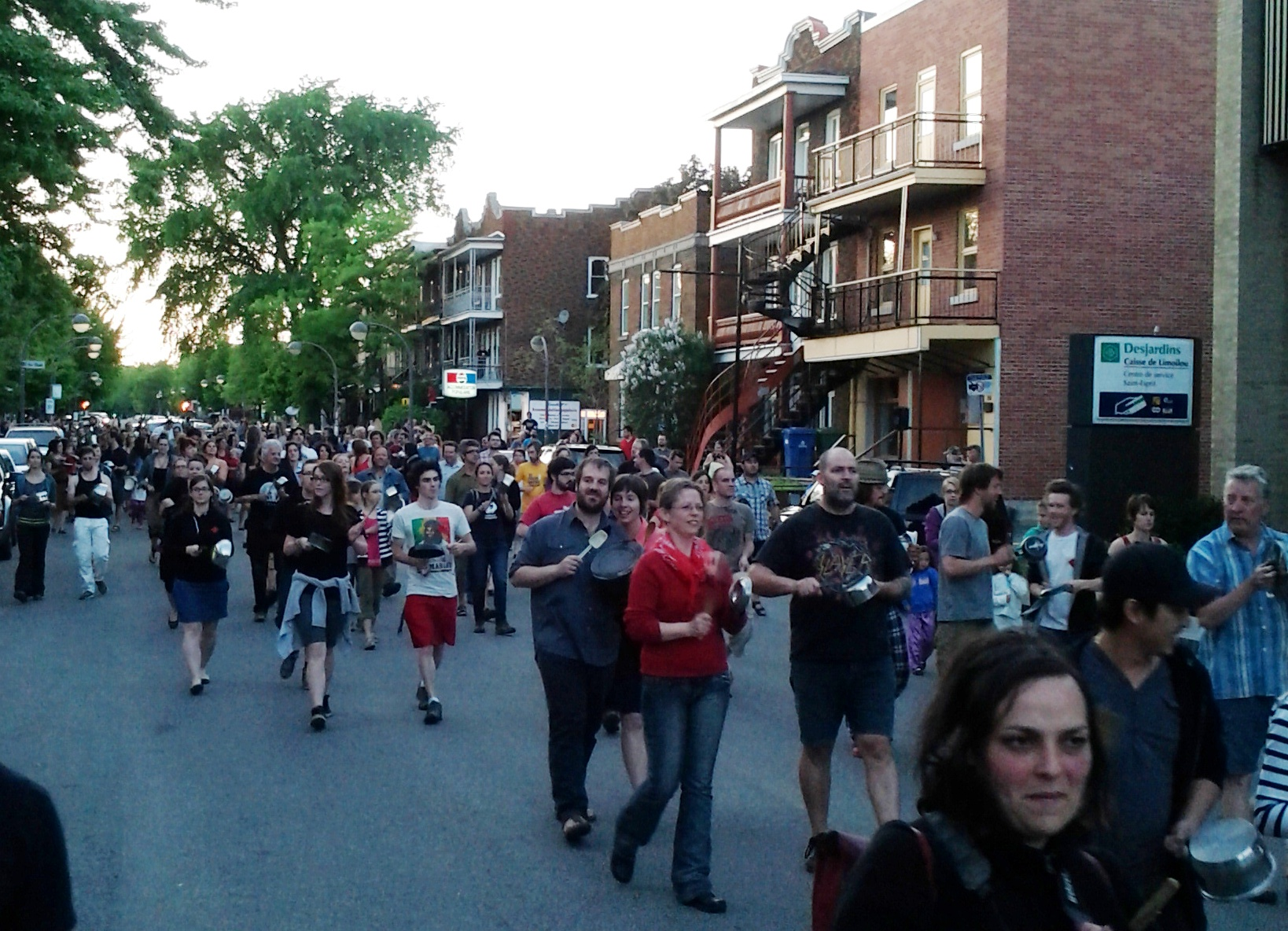
Manifestation de casseroles dans les rues du quartier Vieux-Limoilou, à Québec, le 26 mai.

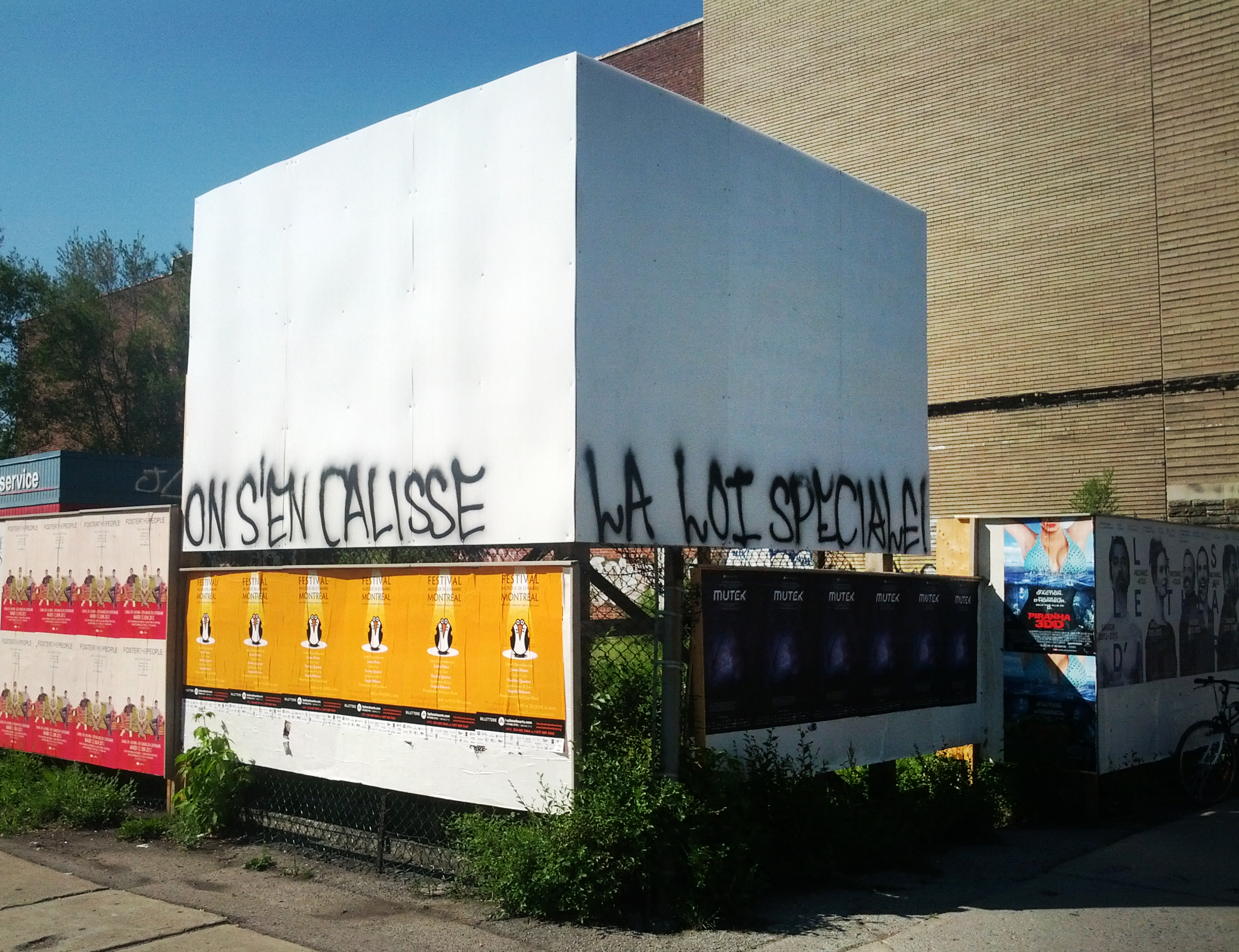
Un graffiti reprend un slogan populaire entendu lors des manifestations contre la loi 78.

Depuis le 19 mai, une quantité croissante de citoyens utilisent leurs casseroles pour manifester leur opposition à la loi spéciale. L'idée, lancée sur Facebook par François-Olivier Chené, professeur de science politique au cégep de Saint-Hyacinthe, consiste à sortir tous les soirs, à 20 h, pendant 15 minutes, muni d'une casserole ou de tout autre objet pouvant faire du bruit et taper dessus avec toute la rage que cette loi spéciale fait naître en eux. Ces tintamarres spontanés sont directement inspirés des cacerolazo du Chili, de l'Argentine et des manifestations qui ont forcé la démission du gouvernement islandais en janvier 2009,.
Le mouvement a débuté le 19 mai, au lendemain de l'adoption de la loi. Dans les jours qui suivent, plusieurs rassemblements spontanés de casseroles se mettent en place dans les quartiers résidentiels de Villeray, Rosemont, Plateau Mont-Royal et Ahuntsic, à Montréal et des vidéos de ces événements spontanés sont téléchargés sur YouTube et relayés par les médias sociaux. Ainsi, depuis le 22 mai 2012 :
- Dans le quartier Rosemont, environ 300 personnes défilaient de 20 h à 22 h le 22 mai. Vers les 23 h, il en restait encore une centaine (heure avancée de l'est)[53],[54]. Défiant la loi, les manifestants y chantent « La loi spéciale, on s'en câlisse ! ». L'estimation à 300 du nombre de manifestants a été faite notamment grâce à une séquence de photos qui englobe l'ensemble du défilé. Le lendemain une marche similaire a lieu. Le surlendemain, la manifestation atteint 1 000 personnes.

- Dans l'arrondissement Plateau-Mont-Royal, un défilé de manifestation est passé par l'intersection des rues Berri et Cherrier en direction Parc Lafontaine. Les manifestants y criaient « À qui la rue? À nous la rue! » et « Ta loi spéciale, on s'en câlisse! »[55].

Plus de 200 000 personnes au total ont pris part à plusieurs grandes manifestations dont plusieurs ont été déclenchées de façon mal connue :
- Le 22 mai, lors du 100e jour de grève étudiante, une manifestation réunit environ 250 000 personnes dans les rues de Montréal. Des milliers de manifestants se réunissent Place des arts dans l'après-midi[56]. L'ambiance est festive[57],[58],[59],[60].

Le 28 mai, quelques centaines de juristes ont revêtu leurs toges et marché pour signifier leur opposition à la loi spéciale. Leur manifestation, qui respectait toutes les dispositions des lois et règlements en vigueur — y compris le préavis de 8 heures, déposé à la police en vertu de la loi 78 — ont déambulé dans un cortège silencieux entre le Palais de justice de Montréal et la place Émilie-Gamelin, lieu de rassemblement des manifestations étudiantes quotidiennes.

## Contestation judiciaire
Le 25 mai 2012, plus de 70 groupes déposent deux recours devant la Cour supérieure du Québec à Montréal afin de demander la suspension de l'application de la loi et d'en contester la constitutionnalité. Les 140 requérants, représentant des organisations étudiantes, syndicales, écologistes et communautaires plaident que « la loi spéciale brime les libertés fondamentales, dont le droit d'association, le droit à la liberté d'expression et le droit de manifester pacifiquement, et que les peines qu'elle prévoit sont cruelles et inusitées. ».
Le 27 juin, la Cour supérieure rejette la requête en sursis d'exécution de certains articles de la Loi 12, le juge François Rolland estimant qu'« un débat de fond concernant cette loi était nécessaire pour déterminer si elle doit être suspendue ». Le 23 juillet, la Cour d'appel du Québec confirme la décision du tribunal inférieur. Le débat de fond portant sur la requête en nullité pour cause d'inconstitutionnalité doit avoir lieu comme prévu à l'automne.
La cause, qui devait être entendue sur le fond le 14 septembre devant le juge Rolland, a été reportée sine die à la demande des procureurs des associations étudiantes, compte tenu de l'engagement du nouveau gouvernement du Parti québécois d'abroger la loi. La poursuite sera abandonnée une fois la loi définitivement abrogée ont indiqué les conseillers juridiques des étudiants.

## Application des mesures de la loi hors du contexte étudiant
Le soir du 22 août 2012, des citoyens se réunissent devant l'hôtel de ville de Chicoutimi pour dénoncer des propos tenus par le maire Jean Tremblay sur la candidate péquiste Djemila Benhabib. Par la suite, la manifestation se déplace spontanément dans les rues de la ville. Après quelques minutes, la police de Saguenay déclare la manifestation illégale en vertu de la loi 12 et disperse les manifestants.

## Ailleurs dans le monde
Les dispositions de la loi 78 concernant les manifestations peuvent être comparées à celles qui existent dans certains pays. La Loi 78 ne se réduit cependant pas à ces seules dispositions.
En France, le droit de manifester est encadré par, notamment, l'article L211-1 du Code de la sécurité intérieure et les articles 431-3 à 431-9 du Code pénal français,. Ainsi, à Paris, les organisateurs d'une manifestation doivent avertir la police de leurs intentions au moins 3 jours à l'avance afin d'obtenir un « permis » de manifester. « Le fait d'organiser une manifestation non déclarée ou interdite est passible de six mois d'emprisonnement et de 7 500 euros [9600 $CAN] d'amende pour l'organisateur, dès lors qu'il est identifié ».